# Štěpánov nad Svratkou
Štěpánov nad Svratkou (in tedesco Stiepanau) è un comune ceco situato nel distretto di Žďár nad Sázavou, nella regione di Vysočina.